# Os du Randt
Jacobus Petrus du Randt, besser bekannt als Os du Randt, (* 8. September 1972 in Elliot, Südafrika) ist ein ehemaliger südafrikanischer Rugby-Union-Spieler, der auf der Position des linken Pfeilers für die Springboks, die Central Cheetahs (Super 14) und die Free State Cheetahs (Currie Cup) spielte. Du Randt spielte für die Cats in der Super 12, ging aber dann zu der neuen Central Cheetahs Super 14 Franchise, nachdem die Free State Cheetahs die Cats-Franchise verlassen hatten. Er war einer der wenigen ehemaligen Amateurspieler im Rugby auf internationalem Niveau.
Os (sein Afrikaans-Spitzname heißt „Ochse“, wegen seiner großen, muskulösen Gestalt) spielte 1994 erstmals für die Springboks und wurde bei der Weltmeisterschaft 1995 eingesetzt, bei der Südafrika Weltmeister wurde. Du Randt machte bei den Boks in den Folgejahren als wichtiger Spieler weiter. Vom Magazin Rugby World wurde er 1999 zum zweitbesten linken Pfeiler aller Zeiten gewählt.
Der 190 cm große und 125 kg schwere du Randt ist der letzte professionell aktive Spieler der Weltmeistermannschaft von 1995.
Im Jahr 2007 wurde du Randt zum zweiten Mal Weltmeister. Im Anschluss an das Turnier in Frankreich verkündete er das Ende seiner Karriere.